# Rubens Josué da Costa
Rubens Josué da Costa, conhecido como Rubens e Doutor Rúbis (São Paulo, 24 de novembro de 1928 — Rio de Janeiro, 31 de maio de 1987), foi um futebolista brasileiro que atuou como meia.

## Carreira
Começou sua carreira no Ypiranga e com grandes atuações se transferiu em 1950 para a Portuguesa que possuía um grande time na época com Djalma Santos, Pinga, Julinho Botelho e Brandãozinho.Todos esses jogadores ao lado de Rubens fizeram parte da seleção convocada para a Copa do Mundo de 1954 na Suíça. Após uma bem sucedida excursão pela Europa, Rubens foi contratado pelo Flamengo estreando em 1951 na vitória contra o Vasco de virada que pôs fim ao jejum de sete anos sem vitória sobre o rival.Seu estilo no meio-campo logo o transformou em ídolo da torcida rubro negra que o apelidou de Doutor Rúbis. Ao lado de Dequinha liderou o time na conquista do tricampeonato carioca em 1953, 1954 e 1955.
Em sua carreira (1943-1958) jogou por Ypiranga, Portuguesa, Flamengo e Vasco.
Pela Seleção Brasileira de Futebol participou da Copa do Mundo de 1954.

## Títulos
Ypiranga
- Torneio Início Paulista: 1950

Flamengo
- Campeonato Carioca: 1953, 1954 e 1955
- Torneio Início do Rio de Janeiro: 1952
- Torneio Quadrangular de Lima: 1952
- Torneio Quadrangular da Argentina: 1953
- Torneio Triangular de Curitiba: 1953
- Torneio Internacional do Rio de Janeiro: 1954
- Torneio Internacional Gilberto Cardoso: 1955

Vasco da Gama
- Campeonato Carioca: 1958
- Torneio Rio-São Paulo: 1958
- Torneio Início do Rio de Janeiro: 1958
- Taça Cidade do Rio de Janeiro: 1959

Prudentina
- Campeonato Paulista - Série A2: 1961

Seleção Brasileira
- Campeonato Pan-Americano de Futebol: 1952

## Curiosidades
É citado por Wilson Batista e Jorge de Castro ao lado de Dequinha e Pavão em Samba Rubro-Negro. Também aparece na crônica Salvo pelo Flamengo, parte da coletânea O gol é necessário, de Paulo Mendes Campos.